# Lundgrenosis squamosa
Lundgrenosis squamosa är en skalbaggsart som först beskrevs av Auguste Lameere 1912.  Lundgrenosis squamosa ingår i släktet Lundgrenosis och familjen långhorningar. Inga underarter finns listade i Catalogue of Life.